# 黄标泉
黄标泉（1953年12月—2014年3月3日），广东中山人，中华人民共和国政治人物。
1994年4月，任小榄镇副镇长。1999年10月，任小榄镇副书记、镇长。2002年6月，任小榄镇书记；2010年1月，后任中山市人大常委会副主任。2014年3月3日，坠楼自杀身亡。